# Архив Гёте и Шиллера
Архив Гёте и Шиллера (нем. Goethe- und Schiller-Archiv) в Веймаре — старейший литературный архив в Германии. Изначально архив Гётевского общества, основанного великой герцогиней Софией Веймарской в 1885 году; после расширения за счёт архивных материалов Шиллера в 1889 году получил современное название.

## История создания
Архив немецкого философа-естествоиспытателя и поэта Иоганна фон Гёте (1749—1832) заключал в себе рукописи, письма, наброски, мемуары и прочие документы, оставшиеся после смерти Гёте, а также много принадлежавших ему произведений искусства. Архив перешёл с 1885 года, после смерти последнего представителя семьи Гёте, во владение великой герцогини Софии Веймарской, основавшей в том же году в Веймаре Гётевское общество для исследования архивных материалов. Директором архива был назначен профессор Э. Шмидт, а после его переезда в Берлин — Бернард Зуфан.
В 1889 году Гётевский архив был увеличен коллекциями, подаренными потомками немецкого философа, поэта и драматурга Фридриха Шиллера (1759—1805) и получил название Гёте-Шиллеровского архива.
В 1888—1897 годы в архиве трудился приглашённый туда Рудольф Штейнер. Помимо подготовки вступительных статей и комментариев к четырём томам научных работ Гёте, Штейнер написал две книги о философии Гёте: «Основные линии теории познания мировоззрения Гёте» (1886; GA2 Архивная копия от 2 февраля 2017 на Wayback Machine) и «Мировоззрение Гёте» (1897; GA6).

## Издания архива
Материалы веймарского архива легли в основу веймарского критического издания Гёте и большой биографии поэта, над которой трудилось общество 50 немецких учёных, под редакцией Г. Гримма, Г. Ф. Лепера, Э. Шмидта, Б. Зейферта и Б. Зуфана.
Справки из Гётевского архива помещаются в «Goethe Jahrbuch»

## Директора
- 1885—1887 — Эрих Шмидт
- 1887—1910 — Бернхард Зуфан
- 1911—1917 — нем. Max Hecker
- 1917—1920 — нем. Rudolf Schlösser
- 1921—1928 — нем. Julius Wahle
- 1928—1946 — Hans Wahl
- 1957—1986 — нем. Karl-Heinz Hahn
- с 2007 — Bernhard Fischer